# Władimir Prawik
Władimir Pawłowicz Prawik (ukr. Володимир Павлович Правик, ros. Владимир Павлович Правик; ur. 13 czerwca 1962 w Czarnobylu, zm. 11 maja 1986 w Moskwie) – radziecki strażak, odznaczony pośmiertnie w 1986 roku tytułem honorowym Bohatera Związku Radzieckiego.

## Życiorys
Władimir Prawik urodził się 13 czerwca 1962 roku w Czarnobylu w Obwodzie kijowskim Ukraińskiej SRR w rodzinie urzędniczej. W 1979 roku ukończył miejscową szkołę średnią. W tym samym roku rozpoczął naukę w Czerkaskiej Technicznej Szkole Pożarniczej MSW ZSRR (ob. Akademia Bezpieczeństwa Pożarniczego Ministerstwa ds. Sytuacji Nadzwyczajnych Ukrainy im. Bohaterów Czarnobyla). Od sierpnia 1982 roku, po ukończeniu szkoły, służył na stanowisku dowódcy zmiany w 2 Zmilitaryzowanej Jednostce Pożarniczej Kijowskiego Obwodowego Zarządu Spraw Wewnętrznych, stacjonującej w Prypeci, zajmującej się ochroną Czarnobylskiej Elektrowni Jądrowej.
W nocy z 25 na 26 kwietnia 1986 roku, kiedy to doszło do katastrofy w Czarnobylskiej Elektrowni Jądrowej, dowodził pierwszą grupą strażaków, którzy przybyli do walki z pożarem w IV reaktorze elektrowni. Porucznik Prawik na miejscu podjął decyzję o skierowaniu działań strażaków na ograniczenie rozprzestrzeniania się pożaru i zapobieżenie przeniesieniu się ognia na pozostałe reaktory. W wyniku długotrwałego przebywania w strefie zagrożenia otrzymał bardzo wysoką dawkę promieniowania, która wywołała u niego ostrą chorobę popromienną. Zmarł 11 maja 1986 roku w 6 Szpitalu Klinicznym w Moskwie, dokąd został przetransportowany po katastrofie. Pochowany został na moskiewskim Cmentarzu Mitińskim.

## Rodzina
Pozostawił żonę Nadieżdę (ur. 1965) i córkę Natalię (ur. 1986). 

## Odznaczenia
Dekretem Prezydium Rady Najwyższej ZSRR z dnia 25 września 1986 roku, porucznik Władimir Prawik „za męstwo, odwagę i poświęcenie przy likwidacji następstw katastrofy w Czarnobylskiej Elektrowni Jądrowej” został pośmiertnie odznaczony tytułem Bohatera Związku Radzieckiego oraz Orderem Lenina.
26 kwietnia 1996, ówczesny prezydent Ukrainy Łeonid Kuczma, za wyjątkową osobistą odwagę i poświęcenie, oraz profesjonalizm, jakim wykazał się w czasie likwidacji skutków katastrofy elektrowni atomowej w Czarnobylu, odznaczył pośmiertnie Władimira Prawika Gwiazdą „Za odwagę”.

## Upamiętnienie
W miejscowości Irpień na Ukrainie powstał pomnik Władimira Prawika, a jego imieniem nazwano park miejski. Ponadto jego popiersia ustawiono w Kijowie w Alei Bohaterów Czarnobyla oraz w Czerkasach na terenie Akademii Bezpieczeństwa Pożarniczego Ministerstwa ds. Sytuacji Nadzwyczajnych Ukrainy im. Bohaterów Czarnobyla. Jego nazwisko znajduje się także na pamiątkowych tablicach w Kijowie i Symferopolu. Imieniem Władimira Prawika nazwano ponadto ulice w wielu miejscowościach Ukrainy.